# Rozdroże Zahrady

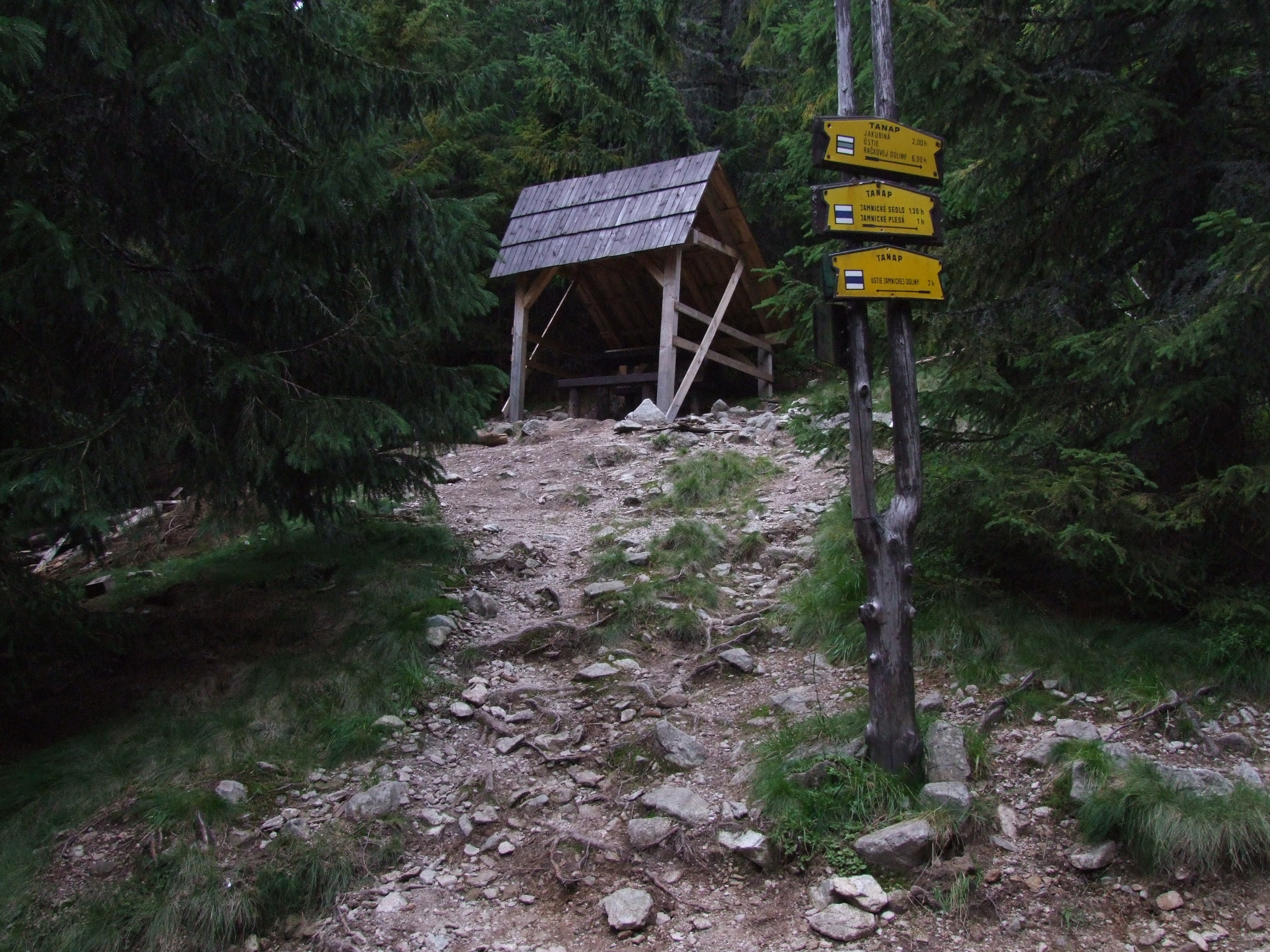
Zahrady

Rozdroże Zahrady (słow. Rázcestie Záhrady) – położone na wysokości 1297 m n.p.m. rozdroże szlaków turystycznych w Dolinie Jamnickiej w słowackich Tatrach Zachodnich. Znajduje się w górnej części doliny, poniżej Kokawskiej Polany, pomiędzy zboczami Otargańców i Smreka. Na rozdrożu wiata dla turystów. Po wschodniej stronie w lesie Jamnicki Potok. Nieco poniżej rozdroża Zahrady z Wyżniej Magury spływa do niego bardzo stromy potok z wodospadem zwanym Jamnicką Siklawą.

## Szlaki turystyczne
– od autokempingu „Raczkowa” Doliną Wąską na rozdroże Niżnia Łąka, a dalej przez Zahrady, Rozdroże w Dolinie Jamnickiej i Kocioł Jamnickich Stawów na Jamnicką Przełęcz i Wołowiec:
- Czas przejścia z Niżniej Łąki na Zahrady: 2 h, ↓ 1:30 h
- Czas przejścia z Zahrad na Jamnicką Przełęcz: 2:05 h, ↓ 1:40 h

  – zielony szlak prowadzący z Otargańców i Jarząbczego Wierchu przez Rozdroże w Dolinie Jamnickiej i Zahrady i dalej przez Żarską Przełęcz do Rozdroża pod Bulą w Dolinie Żarskiej.
- Czas przejścia z Jarząbczego Wierchu do Zahrad: 1:50 h, ↑ 2:10 h
- Czas przejścia z Zahradek na Żarską Przełęcz: 1:40 h, ↓ 1:15 h

Odcinek między Rozdrożem w Dolinie Jamnickiej a Zahradami (czas przejścia: 20 min) jest wspólny dla szlaków zielonego i niebieskiego.